# Philippe Alcain

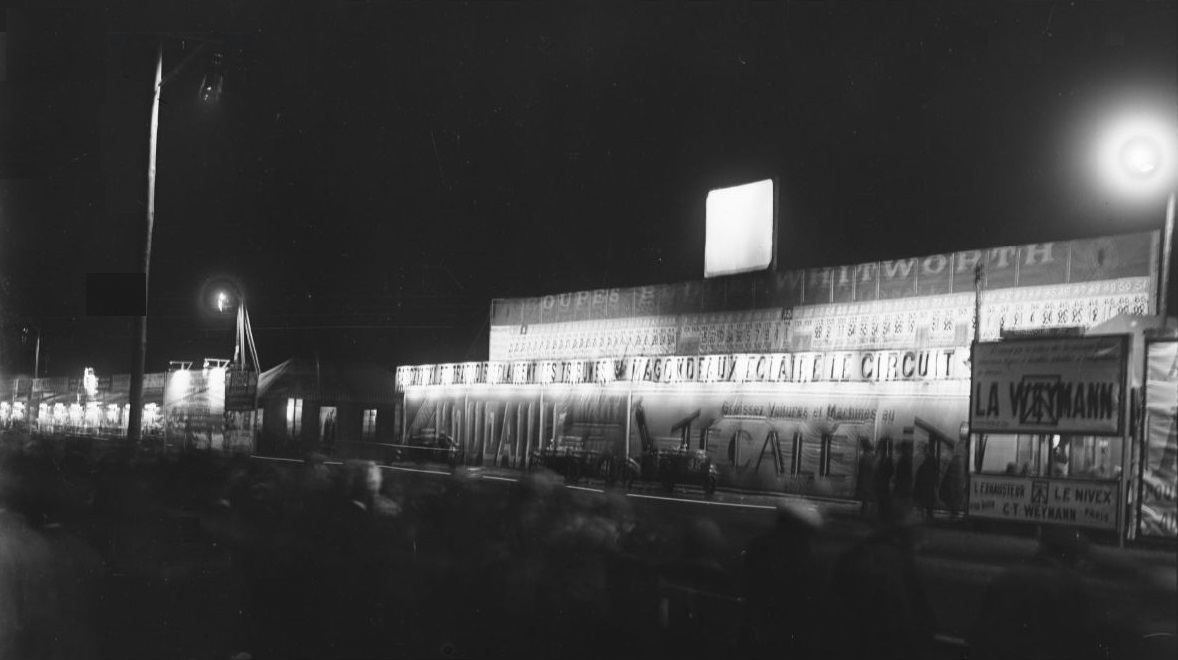
24-Stunden-Rennen von Le Mans 1924, Boxenanlage in der Nacht

Philippe Alcain, auch Pedro Ledot Alcain (* 30. Dezember 1899 in San Sebastián; † unbekannt) war ein französischer Autorennfahrer.

## Karriere als Rennfahrer
Philippe Alcain war in seiner Karriere einmal beim 24-Stunden-Rennen von Le Mans am Start. 1924 zählte er zum Werksteam von S.A.R.A. und fuhr gemeinsam mit Jules de Ségovia einen S.A.R.A. ATS. Nach einem technischen Defekt konnte er das Rennen nicht beenden.

## Statistik

### Le-Mans-Ergebnisse
| Jahr | Team     | Fahrzeug     | Teamkollege      | Platzierung | Ausfallgrund |
| ---- | -------- | ------------ | ---------------- | ----------- | ------------ |
| 1924 | S.A.R.A. | S.A.R.A. ATS | Jules de Ségovia | Ausfall     | Motorschaden |